# Lycaste cruenta
Lycaste cruenta (Lindl.) Lindl. (1843), es una especie de orquídea de hábito terrestre, originaria de Centroamérica.

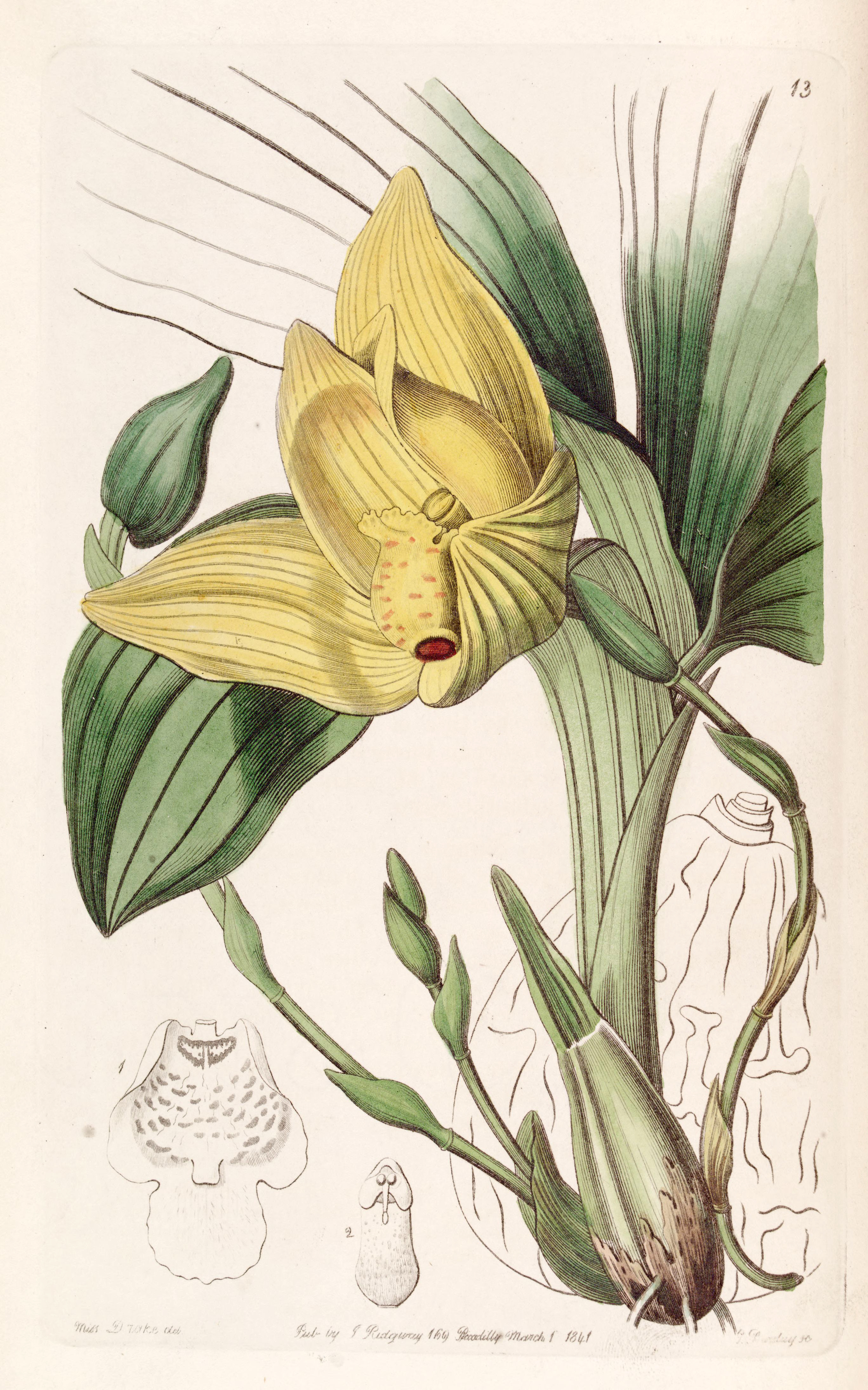

## Características
Lycaste cruenta tiene flores de color amarillo verdoso brillante y de color naranja con pétalos y labelo unos 8 cm  de ancho. Aparecen en primavera en tallos  florales de hasta 15 cm  de alto, y puede haber más de 20 flores en una planta. Tienen un olor dulce parecido a la canela en la noche. Las hojas crecen hasta los 38 cm  de largo y 15 cm  de ancho . Lycaste cruenta tiene pseudobulbos de hasta 10 cm  de largo y 5 cm  de ancho.

## Distribución y hábitat
Es nativa de Centroamérica. Se encuentran en México, Guatemala, Costa Rica y El Salvador como  epífita o litófita en alturas de 1800 a 2200 m s. n. m. En Chiapas, México., en alturas de  1890 m, cerca de Teopisco, se encuentra epífitas en las grandes ramas de roble, en bosques abiertos de robledales, es muy abundante.

## Nombre común
- Español: Canelitas[2]

## Sinonimia
- Maxillaria cruenta Lindl. (1842) (Basionymum)
- Lycaste balsamea A. Rich. (1847)
- Maxillaria balsamea (A.Rich.) Beer (1854)
- Lycaste sulphurea Rchb.f. (1882)
- Lycaste rossiana Rolfe (1893)
- Lycaste cruenta var concolor Oakley 2008;
- Lycaste cruenta var longibracteata Oakley 2008;
- Lycaste cruenta var sulphurea Oakley 2008;
- Lycaste cruenta var sulphurea subvar longibracteata Oakley 2008;
- Lycaste rossiana var matto grossensis Barb.Rodr. 1898;[2]